# Любителска фотография
Любителската фотография  (на английски: Amateur photography, Vernacular photography) не е стил във фотографията, а по-скоро дейност на фотографи, които не се занимават професионално с фотография. В България създателите на такова фотоизкуство се наричат фотолюбители и това са хора, които притежават някаква фотографска техника и голямо желание да запечатват събития свързани с тяхното битие.

## Любителската фотография като изкуство
Любителската фотография не може да бъде ограничавана само със създаване на снимки в семейна среда. Фотолюбителите правят снимки на всичко, през всички сезони, използват различни формати и стилове, експериментират с различни техники на фотозаснимането, като използват в някаква степен възможностите на фотоапаратите с които разполагат. От подготовката, сюжета, осветлението и умението да се фотографира се получават по-добри или по-посредствени резултати. Затова любителската фотография е случайно, непретенциозно фотоизкуство, чиито цели преди всичко са да съхранят моменти от битието на фотолюбителя с неволно изявената негова артистичност чрез фотоапарата. Тази дейност трябва да предизвика положителни емоции от направените семейни и ваканционни снимки, от снимките направени с приятели или от впечетляващи природни дадености и архитектура. Затова много често използваното средство при снимане е самоснимачката на фотоапарата. Така фотографът запечатва присъствието си заедно с други близки и приятели, както и всред природни забележителности, които силно са го впечатлили и фотографската снимка остава един скъп спомен.

## Значение на любителската фотография
Любителските фотоснимки съхраняват места, природни кътове и образи, предизвикващи спомени, удовлетворение и самочувствие. Предназначени са за ползване от малък кръг от хора. В зависимост от теоретичната подготовка и личността на фотолюбителя, неговите цели и интереси, притежавания финансов ресурс, както и от качеството на фотографската техника, може да се постигнат добри художествени резултати. Особено ценно е заснимането на случайни събития, някакви изключително редки явления, природни дадености или неповторими при никакви обстоятелства събития, на които фотолюбителя е свидетел. Такива фотографии, независимо от художествените им качества имат огромно документално значение.

## Модерни тенденции
Създаването на цифровите фотоапарати и големите възможности на компютърната техника са стимул за експериментиране, създаване и съхранение на албуми с фотоснимки в много големи размери, които не са на хартиен носител. Това поевтинява значително фотолюбителската дейност и е условие за нейното развитие. С тази нова технология за фотографиране отпада необходимостта от проекционни устройства за преглед на диапозитиви или албуми за подреждане и съхранение на фотографските снимки, изработени по традиционните методи с филмова лента.